# Маландри
Маландри́ (фр. Malandry) — коммуна во Франции, находится в регионе Шампань — Арденны. Департамент коммуны — Арденны. Входит в состав кантона Кариньян. Округ коммуны — Седан.
Код INSEE коммуны — 08269.
Коммуна расположена приблизительно в 230 км к востоку от Парижа, в 95 км северо-восточнее Шалон-ан-Шампани, в 45 км к юго-востоку от Шарлевиль-Мезьера.

## Население
Население коммуны на 2008 год составляло 65 человек.
| 1962 | 1968 | 1975 | 1982 | 1990 | 1999 | 2008 |
| ---- | ---- | ---- | ---- | ---- | ---- | ---- |
| 86   | 96   | 87   | 83   | 62   | 60   | 65   |

## Экономика

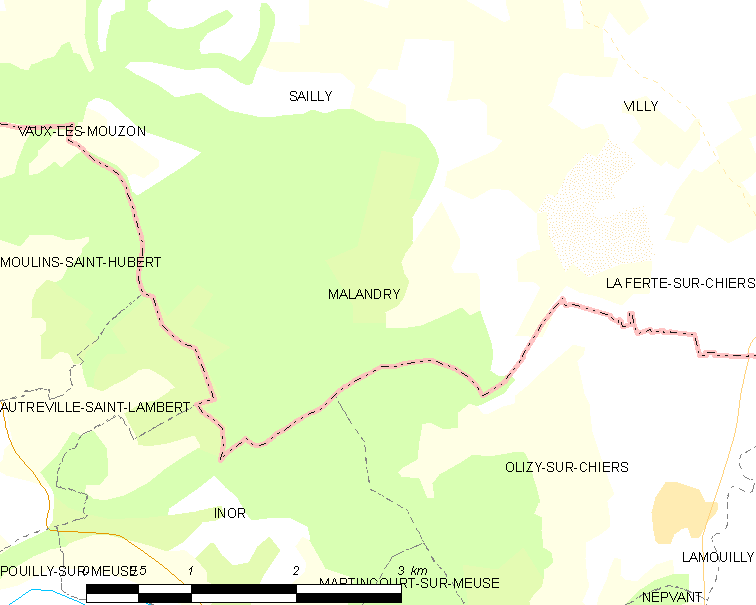
Карта коммуны

В 2007 году среди 39 человек в трудоспособном возрасте (15—64 лет) 29 были экономически активными, 10 — неактивными (показатель активности — 74,4 %, в 1999 году было 73,7 %). Из 29 активных работали 27 человек (18 мужчин и 9 женщин), безработными были 2 женщины. Среди 10 неактивных 3 человека были учениками или студентами, 1 — пенсионером, 6 были неактивными по другим причинам.

## Достопримечательности
- Церковь Св. Макария, построена в нео-готическом стиле, повреждена в 1940 году.